# フリードリヒ・ケンナーデ
フリードリヒ・ヴァルター・カール・ケンナーデ(ドイツ語: Friedrich Walter Karl Kemnade、1911年12月12日 - 2008年1月29日)は、ドイツの軍人。最終階級は国防軍で海軍少佐、連邦軍で海軍少将。

## 経歴
ケンナーデは1911年12月12日にプロイセン王国ハノーファー近くのシュヴァルムシュテットに生まれた。
1931年4月1日に海軍士官候補生としてヴァイマル共和国海軍に入隊した。第二次世界大戦では柏葉付騎士鉄十字章を受章する活躍を見せている。
1956年4月1日からはドイツ連邦軍海軍に加わり、ワシントンD.C.のNATO軍事委員会でドイツ海軍の代表を務めた。連邦軍における長年の功績から、1970年9月にドイツ連邦共和国功労勲章を受章している。

## 叙勲
- 鉄十字章[1]
  - 二級鉄十字勲章1939年章 (1940年4月30日)
  - 一級鉄十字勲章1939年章 (1940年12月24日)
- 戦傷章
  - 戦傷章黒章 (1940年9月20日)[1]
- 高速魚雷艇戦闘章
  - 高速魚雷艇戦闘章 (1941年3月11日)[1]
  - ダイヤモンド付高速魚雷艇戦闘章
- ドイツ十字章
  - ドイツ十字章金章 (1942年2月2日)[2]
- 武勇銀勲章（英語版） (1942年5月21日、1943年1月24日、1943年)[1]
- 艦隊戦闘章 (1943年1月2日)[1]
- 武勇軍事十字章（英語版） (1943年3月17日)[1]
- 騎士鉄十字章
  - 騎士鉄十字章 (1942年7月23日)[3]
  - 柏葉付騎士鉄十字章 (1943年5月27日)[3]
- ドイツ連邦共和国功労勲章 (1970年9月)